# Olympische Sommerspiele 1980/Teilnehmer (Sambia)
| Gelbes Symbol für Goldmedaillen mit stilisierten Olympischen Ringen | Graues Symbol für Silbermedaillen mit stilisierten Olympischen Ringen | Braundes Symbol für Bronzemedaillen mit stilisierten Olympischen Ringen |
| ------------------------------------------------------------------- | --------------------------------------------------------------------- | ----------------------------------------------------------------------- |
| —                                                                   | —                                                                     | —                                                                       |

Sambia nahm an den Olympischen Sommerspielen 1980 in Moskau mit einer Delegation von 37 männlichen Athleten an 25 Wettkämpfen in vier Sportarten teil. Ein Medaillengewinn gelang keinem der Athleten.

## Teilnehmer nach Sportarten

### Boxen
- Webby Mwango
Fliegengewicht: in der 1. Runde ausgeschieden

- Lucky Mutale
Bantamgewicht: in der 2. Runde ausgeschieden

- Winfred Kabunda
Federgewicht: 5. Platz

- Blackson Siukoko
Leichtgewicht: in der 1. Runde ausgeschieden

- Teddy Makofi
Halbweltergewicht: in der 1. Runde ausgeschieden

- Peter Talanti
Weltergewicht: im Achtelfinale ausgeschieden

- Wilson Kaoma
Halbmittelgewicht: 5. Platz

- Enock Chama
Mittelgewicht: in der 1. Runde ausgeschieden

### Fußball
- 13. Platz
Alex Chola
Clement Banda
Dickson Makwanza
Evans Katebe
Frederick Kashimoto
Godfrey Chitalu
Kaiser Kalambo
Milton Muke
Kenny Mwape
Moffat Sinkala
Moses Simwala
Pele Kaimaha
Stanley Tembo
Kampela Katumba

### Judo
- Charles Chibwe
Superleichtgewicht: in der 1. Runde ausgeschieden

- Francis Mwahza
Halbleichtgewicht: in der 1. Runde ausgeschieden

- George Hamaiko
Leichtgewicht: in der 1. Runde ausgeschieden

- Henry Sichalwe
Halbmittelgewicht: in der 1. Runde ausgeschieden

- Donald Muhakatesho
Mittelschwergewicht: in der Hoffnungsrunde ausgeschieden

- Rex Chizooma
Halbschwergewicht: in der Hoffnungsrunde ausgeschieden

### Leichtathletik
Männer
- Charles Kachenjela
100 m: im Vorlauf ausgeschieden

- Alston Muziyo
200 m: im Vorlauf ausgeschieden
4-mal-400-Meter-Staffel: im Vorlauf ausgeschieden

- Charles Lupiya
400 m: im Viertelfinale ausgeschieden
4-mal-400-Meter-Staffel: im Vorlauf ausgeschieden

- Archfell Musango
800 m: im Vorlauf ausgeschieden
1500 m: im Vorlauf ausgeschieden
4-mal-400-Meter-Staffel: im Vorlauf ausgeschieden

- Damiano Musonda
10.000 m: im Vorlauf ausgeschieden
Marathon: 48. Platz

- Davison Lishebo
400 m Hürden: im Vorlauf ausgeschieden
4-mal-400-Meter-Staffel: im Vorlauf ausgeschieden

- Buumba Halwand
Marathon: 43. Platz

- Patrick Chiwala
Marathon: Rennen nicht beendet

- Bogger Mushanga
Dreisprung: 17. Platz